# الأسد الملك II: عهد سمبا
الأسد الملك II: عهد سِمبا (بالإنجليزية: The Lion King II: Simba's Pride)‏ هو فيلم رسوم متحركة من إنتاج شركة والت ديزني صدر بتاريخ 27 أكتوبر، 1998 وهو تكملة فيلم الأسد الملك.

## حبكة الأحداث
سِمبا يحاول بجديةٍ حماية ابنته كيارا من الخطر الذي يعتبر كوڤو (خليفة سكار) جزءًا منه، أما بالنسبة لكيارا فإنها تصر على المضي قدمًا في حياتها دون مراقبة والدها أو تيمون وپومبا لها. أما كوڤو الذي تربى منذ الصغر على كره سِمبا وأعدت أمه زيرا خطة الانتقام الكبير عبر كيارا يجد نفسه بين عهده لأمه وحبه لكيارا ويحتم عليه الاختيار.

## أداء الأصوات
| اسم الشخصية    | اسم الشخصية بالإنجليزيّة | مؤدي الصوت الأصليّ (بالإنجليزيّة)          | مؤدي الصوت بالدبلجة العربيّة (اللهجة المصرية) |
| -------------- | ----------------------- | ---------------------------------------- | -------------------------------------------- |
| سِمبا           | Simba                   | ماثيو برودريك (حوار) كام كلارك (غناء)    | هشام نور                                     |
| كيارا          | Kiara                   | نيف كامبل                                | ريم حجاب (حوار) جيهان الناصر (غناء)          |
| كيارا الصغيرة  | Young Kiara             | مشيل هورن (حوار) شاريتي سانوي (غناء)     | اية شاهين (حوار) علياء عساف (غناء)           |
| كوڤو           | Kovu                    | جايسون مارسدن                            | إيهاب فهمي (حوار) رياض الهمشري (غناء)        |
| كوڤو الصغير    | Young Kovu              | راين أودونهيو                            | شادي خفاجه                                   |
| زيرا           | Zira                    | سوزان بليشيت                             | هالة فاخر (حوار) (غناء)                      |
| تيمون          | Timon                   | نايثن لاين                               | ناصر شاهين                                   |
| بومبا          | Pumbaa                  | إرني سابيلا                              | زايد فؤاد                                    |
| نالا           | Nala                    | مويرا كيلي                               | اماني شوقي                                   |
| رافيكي         | Rafiki                  | روبير جييوم                              | مؤمن البرديسي (حوار) عاطف الشرقاوي (غناء)    |
| نوكا           | Nuka                    | أندي ديك                                 | خالد حمزة                                    |
| ڤيتاني         | Vitani                  | جنيفر لين                                | سلوى محمد علي                                |
| ڤيتاني الصغيرة | Young Vitani            | لايسي شابرت (حوار) كريستا ماكالاش (غناء) | نهى الجندي                                   |
| زازو           | Zazu                    | إدوارد هيبرت                             | عادل خلف                                     |
| موفاسا         | Mufasa                  | جيمز إيرل جونز                           | عصام سيف                                     |
| سكار           | Scar                    | جيم كامينجز                              | عبد الرحمن أبو زهرة                          |

## النسخة العربية
تم الإخراج على يد المخرج عصام السيد، أول مخرج تطأ قدمه نسخ شركة والت ديزني العربية عقب أفتتاح فرع الشركة العربي بالشرق الأوسط، 

أخرج على يده عدة أفلام تضمن الأسد الملك، الأسد الملك II: عهد سمبا، هرقل، أحدب نوتردام وغيرهم من أفلام الشركة المختلفة.
تمت كتابة الحوار والأشعار على يد كاتب النص والشاعر عمرو حسني، عمل إيضًا على عدة أفلام مختلفة تضمنت رابونزل، حياة حشرة، كابوس ليلة عيد الميلاد، حياة الامبراطور الجديدة، علاء الدين، شركة المرعبين المحدودة وغيرهم من أفلام الشركة وغيرها.
تقوم بإخراج الغناء المخرجة الموسيقية والمؤدية جيهان الناصر، المؤدية لدور شريكي من مسلسل إلينا من آفالور، والدة دمبو من فيلم دمبو، والدة حاذوقة من فيلم كيف تروض تنينك 2، باربي من شريك، الغناء المنفرد من تنة ورنة، الغناء المنفرد من النسخة شبه الرسمية لفيلم أسطورة مريدا، مؤدية صوت كوكبة من عائلة ميكي ماوس وكالوهون من رالف المدمر، مذر جوثل من رابونزل، بوكاهونتاس من فيلم بوكاهونتاس، الصوت الغنائي لإزميرالدا من فيلم أحدب نوتردام وميجارا من فيلم هرقل بالإضافة إلى إخراجها الغنائي على عدد كبير من أفلام ديزني.
في الإصدارات الحديثة من الفيلم، تمت تبديل عدة مقاطع صوتية، تضمنت إزالة جملة ”هناخد بالتار“ وإستبدالها بجملة ”مخادع جبان“ من أغنية مخادع.. جبان، وإزالة جملة ”قلب كبير“ من نهاية أغنية كلنا.. قلب كبير.
تمت أعمال دبلجة الفيلم في ستوديو إكو ساوند، مصر.

### الأغاني العربية
- عايش جواك - هشام نور
- كلنا.. قلب كبير - هشام نور، علياء عساف
- نام حبيبي كوفو - هالة فاخر، بالاشتراك مع: خالد حمزة، نهى الجندي
- يوبندي - عاطف الشرقاوي، جيهان الناصر، رياض الهمشري
- مخادع.. جبان - غناء جماعي
- حبنا حيعيش - جيهان الناصر، رياض الهمشري

## وصلات خارجية
- الأسد الملك II: عهد سمبا على موقع IMDb (الإنجليزية)
- الأسد الملك II: عهد سمبا على موقع روتن توميتوز (الإنجليزية)
- الأسد الملك II: عهد سمبا على موقع نتفليكس (الإنجليزية)
- الأسد الملك II: عهد سمبا على موقع ألو سيني (الفرنسية)
- الأسد الملك II: عهد سمبا على موقع Turner Classic Movies (الإنجليزية)
- الأسد الملك II: عهد سمبا على موقع أول موفي (الإنجليزية)
- الأسد الملك II: عهد سمبا على موقع فيلمافينيتي (الإسبانية)
- الأسد الملك II: عهد سمبا على موقع قاعدة بيانات الأفلام السويدية (السويدية)
- الأسد الملك II: عهد سمبا على موقع قاعدة بيانات الفيلم (الإنجليزية)
- الأسد الملك II: عهد سمبا على موقع ليتربوكسد (الإنجليزية)